# 莱比锡区
莱比锡区（德語：Bezirk Leipzig）是德意志民主共和国的一个区（Bezirk），行政中心为莱比锡。

## 历史
该区与其他东德的十三个区成立于1952年7月25日，替代了德国传统上的联邦州行政区划。1990年10月3日两德统一后，该区成为了萨克森自由州的一部分。

## 下分区划
该区下分13个县（Kreise）：计1个城市县（Stadtkreise）、12个乡村县（Landkreise）。
- 城市县：莱比锡
- 乡村县：Altenburg、Borna、Delitzsch、Döbeln、Eilenburg、Geithain、Grimma、Leipzig-Land、Oschatz、Schmölln、Torgau、Wurzen